# Isla de Noirmoutier
La isla de Noirmoutier (en francés: Île de Noirmoutier; en bretón Nermouster) es una isla francesa ubicada en el océano Atlántico y perteneciente al departamento de la Vandea. Desde 1971 se encuentra unida por carretera al continente por medio de un puente. Está compuesta por diez localidades y por cuatro comunas distintas. Tiene una longitud aproximada de 25 km y su anchura fluctúa entre un mínimo de 500 m y un máximo de 15 km, con una superficie total de 4877 hectáreas.
La isla de Noirmoutier es frecuentemente denominada la isla de las mimosas (l'île aux mimosas) por la suavidad de su clima, que permite el crecimiento de dichas flores e incluso que florezcan en invierno. El paisaje predominante en la isla es el de las marismas salobres y las salinas, las dunas y los bosques de encinas.
Se trata por otra parte de una isla que ha estado habitada desde la prehistoria ininterrumpidamente hasta la actualidad y que, en razón de sus características, constituye actualmente un apreciado destino del turismo, tanto del procedente del resto de Francia como del extranjero.
El 2 de febrero de 2017, fue considerado  sitio Ramsar (integrando el conjunto «Pantano Breton, Bahía de Bourgneuf, Isla de Noirmoutier et Forêt de Monts», n.º ref. 2283).

## Geografía
La isla de Noirmoutier es una isla del océano Atlántico, que se encuentra situada al norte del golfo de Gascuña y al sur de la desembocadura del río Loira, en la bahía de Bourgneuf (o bahía de Bretaña), al sudeste de Belle-Île-en-Mer y al nordeste de la isla de Yeu. Abarca una superficie de 4877 hectáreas y conforma administrativamente una mancomunidad, la de la Communauté de communes de l'île de Noirmoutier, que forma parte a su vez del departamento de la Vandea.
La isla de Noirmoutier está constituida por cuatro partes netamente diferenciadas:
- Un islote rocoso situado al norte, antiguamente denominado île d'Her, que acoge a la comuna de Noirmoutier-en-l'Île,
- Un cordón de dunas que forma sus partes meridional y occidental,
- Una serie de marismas salobres que enlazan las dos zonas anteriores, suponiendo casi la mitad de la superficie total de la isla,[1]
- Unos pólders.

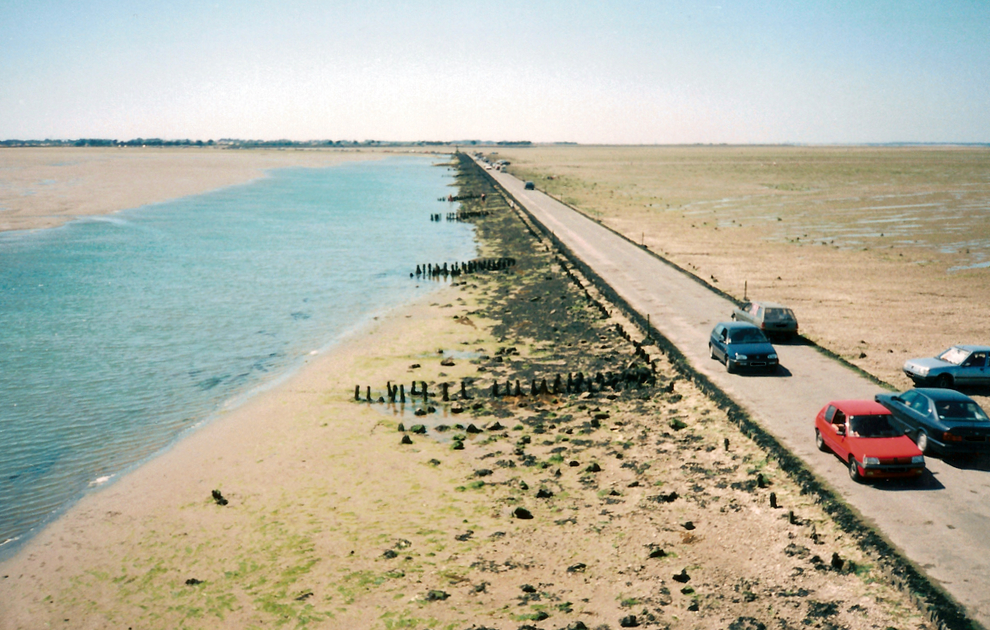
El paso del Gois en marea baja.

Unida al continente por un puente desde 1971, es sin embargo especialmente célebre el paso del Gois (o Goâ), una calzada de aproximadamente 4500 m (longitud variable según el nivel de la marea alta) que queda sumergida por el mar en pleamar, pero que es practicable durante la bajamar.
Tiene tres puertos:
- El de Noirmoutier-en-l'Île, que es el puerto tradicional de la isla, aunque hoy en día sólo desempeña un papel turístico.
- El de l'Herbaudière, un moderno puerto pesquero, el segundo en importancia de todo el departamento de la Vandea tras el de Les Sables d'Olonne, siendo igualmente un destacado puerto deportivo.
- El de l'Épine, históricamente llamado puerto de Morin, que era antaño un puerto de tipo comercial. Importantes trabajos concluidos a finales de 2005 lo han convertido en otro puerto deportivo.

Los cuatro municipios de la isla están reunidos en una mancomunidad, la Communauté de communes de l'île de Noirmoutier:
- Barbâtre
- L'Épine
- La Guérinière
- Noirmoutier-en-l'Île que cuenta además con dos aldeas de importancia (localmente llamadas pueblos): l'Herbaudière y le Vieil.

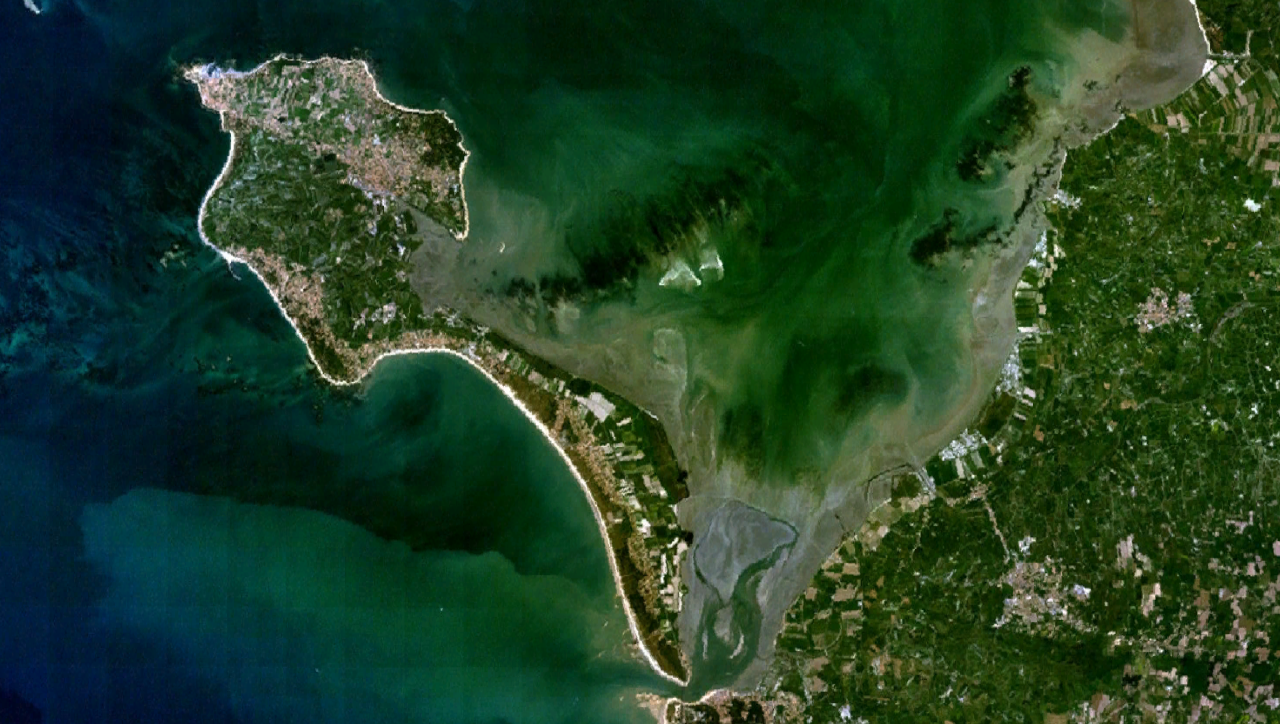
Vista por satélite de la isla (NASA).

## Clima
El clima de que goza la isla es especialmente suave debido a la influencia que aporta el océano Atlántico, a través de la corriente del Golfo. Los inviernos son suaves y los veranos son templados. El número de horas de sol es elevado, siendo comparable al de localidades del sur de Francia como Carcasona, con 2100 horas al año, de las cuales 550 lo son en los meses de julio y agosto.
La suma de estas condiciones climatológicas permite a la isla desarrollar cultivos agrícolas como el de la patata, en la variedad bonotte, una variedad de desarrollo en primor para la primavera, pero a la vez favorecen la evaporación de las salinas en verano. Por lo demás, permite el desarrollo de especies vegetales poco habituales en las mismas latitudes en el continente, como es el caso de la mimosa o el madroño, que se encuentran presentes en el bosque de la Chaize.
| Parámetros climáticos promedio de Noirmoutier (France) | Parámetros climáticos promedio de Noirmoutier (France) | Parámetros climáticos promedio de Noirmoutier (France) | Parámetros climáticos promedio de Noirmoutier (France) | Parámetros climáticos promedio de Noirmoutier (France) | Parámetros climáticos promedio de Noirmoutier (France) | Parámetros climáticos promedio de Noirmoutier (France) | Parámetros climáticos promedio de Noirmoutier (France) | Parámetros climáticos promedio de Noirmoutier (France) | Parámetros climáticos promedio de Noirmoutier (France) | Parámetros climáticos promedio de Noirmoutier (France) | Parámetros climáticos promedio de Noirmoutier (France) | Parámetros climáticos promedio de Noirmoutier (France) | Parámetros climáticos promedio de Noirmoutier (France) |
| Mes                                                    | Ene.                                                   | Feb.                                                   | Mar.                                                   | Abr.                                                   | May.                                                   | Jun.                                                   | Jul.                                                   | Ago.                                                   | Sep.                                                   | Oct.                                                   | Nov.                                                   | Dic.                                                   | Anual                                                  |
| ------------------------------------------------------ | ------------------------------------------------------ | ------------------------------------------------------ | ------------------------------------------------------ | ------------------------------------------------------ | ------------------------------------------------------ | ------------------------------------------------------ | ------------------------------------------------------ | ------------------------------------------------------ | ------------------------------------------------------ | ------------------------------------------------------ | ------------------------------------------------------ | ------------------------------------------------------ | ------------------------------------------------------ |
| Temp. máx. abs. (°C)                                   | 16.9                                                   | 17.5                                                   | 22.9                                                   | 27.5                                                   | 31.3                                                   | 36                                                     | 37                                                     | 37                                                     | 33                                                     | 27.1                                                   | 20.9                                                   | 16.1                                                   | 37                                                     |
| Temp. máx. media (°C)                                  | 9.1                                                    | 9.7                                                    | 12.2                                                   | 14.5                                                   | 18.1                                                   | 21                                                     | 23.5                                                   | 23.6                                                   | 21.1                                                   | 17                                                     | 12.7                                                   | 10.1                                                   | 16.1                                                   |
| Temp. media (°C)                                       | 6.7                                                    | 7.1                                                    | 9.1                                                    | 11                                                     | 14.4                                                   | 17.2                                                   | 19.4                                                   | 19.6                                                   | 17.4                                                   | 14                                                     | 10                                                     | 7.8                                                    | 12.8                                                   |
| Temp. mín. media (°C)                                  | 4.3                                                    | 4.5                                                    | 5.9                                                    | 7.5                                                    | 10.7                                                   | 13.2                                                   | 15.4                                                   | 15.6                                                   | 13.8                                                   | 10.9                                                   | 7.3                                                    | 5.4                                                    | 9.6                                                    |
| Temp. mín. abs. (°C)                                   | -10                                                    | -7.7                                                   | -6                                                     | 0                                                      | 0.5                                                    | 6                                                      | 10.4                                                   | 9.4                                                    | 7                                                      | 1.7                                                    | -4                                                     | -8                                                     | -10                                                    |
| Precipitación total (mm)                               | 70.8                                                   | 67.7                                                   | 43.5                                                   | 50                                                     | 48.5                                                   | 34.8                                                   | 32.3                                                   | 24.6                                                   | 57.5                                                   | 71.9                                                   | 75.5                                                   | 75.3                                                   | 652.4                                                  |
| Horas de sol                                           | 87.0                                                   | 136.4                                                  | 181.7                                                  | 225.7                                                  | 254.6                                                  | 291.3                                                  | 274.2                                                  | 258.8                                                  | 232.6                                                  | 149.4                                                  | 107.0                                                  | 112.0                                                  | 2324.7                                                 |
| Fuente: Base de datos Meteo Climat Stats               |                                                        |                                                        |                                                        |                                                        |                                                        |                                                        |                                                        |                                                        |                                                        |                                                        |                                                        |                                                        |                                                        |

## Medio ambiente
La isla forma parte de la Red Natura 2000, en un único conjunto que engloba igualmente a la marisma bretona, a la bahía de Bourgneuf y al bosque de Pays de Monts. El lugar fue propuesto en 2003 como lugar de interés comunitario, como preludio a su posterior integración en la Red Natura 2000.

## Historia

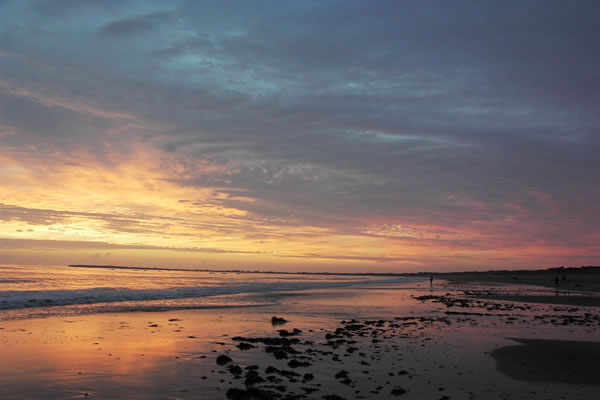
Puesta de sol en la playa de Barbâtre.

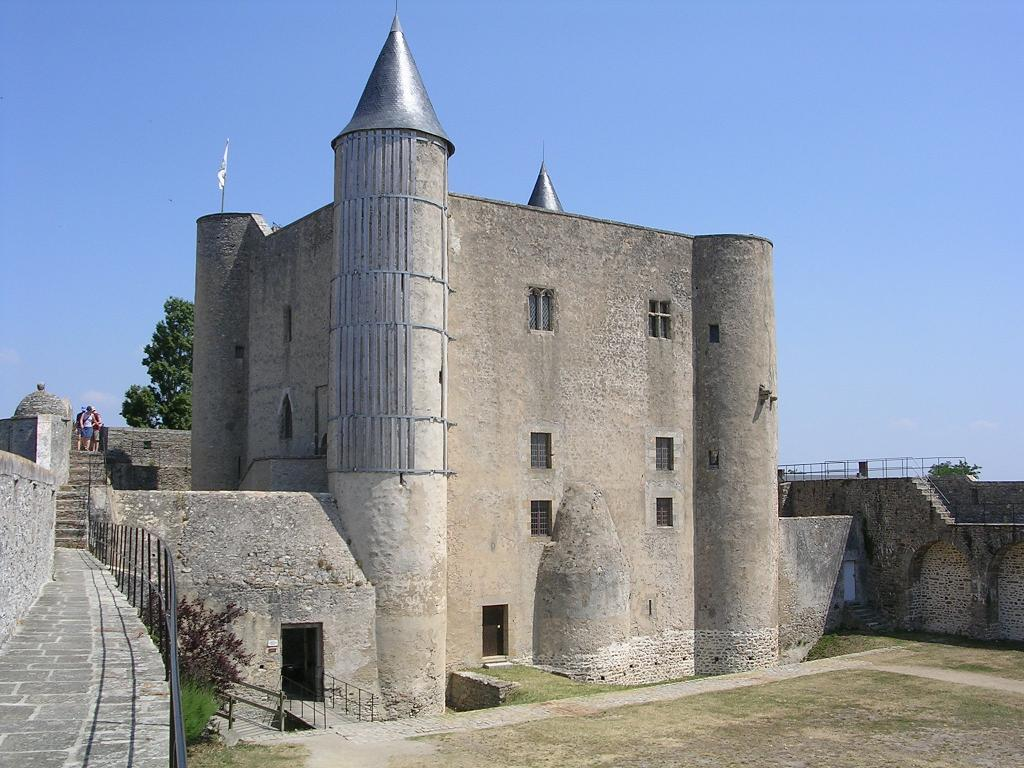
Castillo de Noirmoutier.

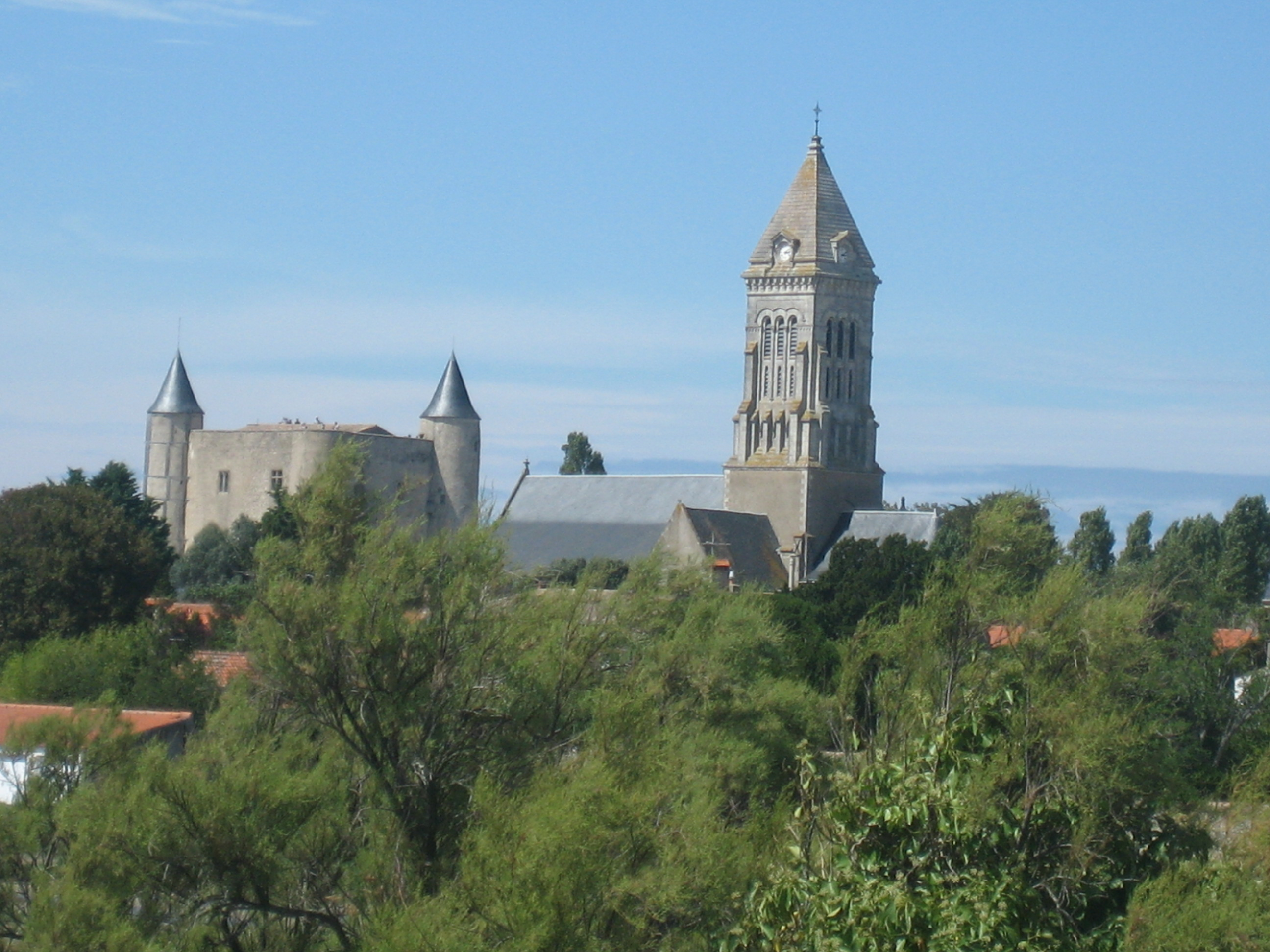
Vista de la iglesia de Saint-Philbert y, a la izquierda, el castillo de Noirmoutier.

### Prehistoria
A juzgar por los yacimientos que han sido localizados en la isla, ésta se halló ya poblada desde tiempos muy antiguos, habiéndose localizado restos correspondientes al Paleolítico Inferior. También se han localizado restos del Neolítico.

### Imperio romano
En época del Imperio romano la isla siguió siendo habitada, como lo atestigua el hallazgo de restos de una villa galorromana.

### Edad Media
San Filiberto (conocido como Filiberto de Jumièges, Filiberto de Noirmoutier o Filiberto de Tournus, por los dos monasterios que fundó y por el tercero en el que se depositaron sus reliquias) llegó en el año 674 a la isla de Noirmoutier, la antigua isla de Her o de Hero, que ya había sido habitada desde la Prehistoria. San Filiberto fundó en la isla un monasterio, que es el origen del posteriormente trasladado a Saint-Philbert-de-Grand-Lieu. Desde el monasterio, San Filiberto organizó las labores de recogida de la sal, al tiempo que fomentaba la construcción de diques para protegerse de los embates del mar, además de emprender la cristianización de sus habitantes.
Ludovico Pío desterró a la isla a su hermano Adelardo, abad de Corbie, a su ascensión al trono del Reino franco en el 814.
Para hacer frente a las invasiones de vikingos y normandos, los señores de la Garnache, propietarios feudales de la isla, al unísono con los monjes del monasterio, iniciaron la construcción de una serie sucesiva de fortificaciones a partir del año 830. Sin embargo, habida cuenta de la inseguridad de la época, los monjes construyeron una residencia en Déas (hoy en día conocida como Saint-Philbert-de-Grand-Lieu), en el continente, para residir en la misma durante el verano, la estación del año que resultaba más peligrosa respecto de una posible incursión vikinga, trasladando allí las reliquias de san Filiberto.
Los vikingos efectuaron un ataque a la isla en agosto de 834, que fue rechazado, y un nuevo ataque en agosto del año siguiente, 835, rechazado igualmente con la ayuda del conde Renaldo de Herbauges, conde de Herbauges. No obstante, los vikingos repitieron el ataque en septiembre del 835, y esa vez sí lograron tomar y saquear el monasterio.
Un monje de la abadía de Noirmoutier, Ermentario, describía de esta manera la situación en los Miracles de Saint Philibert, en 837:

Los frecuentes e infortunados ataques de los normandos ... no disminuían en absoluto, y el abad Hilbodus había construido en la isla un castillo que les protegiera contra ese pueblo infiel. Junto con sus hermanos, acudió ante el rey Pipino y preguntó a su Alteza qué proyectaba hacer sobre este problema...
El número de naves aumenta; la muchedumbre innumerable de los normandos sigue creciendo; los cristianos son en todas partes víctimas de sus ataques, pillaje, devastaciones e incendios, cuyas huellas manifiestas perdurarán mientras dure el mundo. Toman todas las ciudades por las que cruzan sin que nadie les ofrezca resistencia: toman las de Burdeos, Périgueux, Limoges, Angulema y Tolosa. Angers, Tours y Orleáns son arrasadas. Se llevan las cenizas de muchos santos...

Tras haber tomado la isla, los vikingos la convirtieron en un punto de partida de sus incursiones y expediciones de saqueo, especialmente para la penetración a través del río Loira hacia el interior de Francia.
El castillo que hoy puede contemplarse en la isla fue construido en el siglo XII, por los señores de Garnache.
La isla de Noirmoutier, al igual que la antigua isla de Bouin (hoy unida a tierra firme), dependía antes de la Revolución francesa del señorío de la Garnache, un señorío que durante la Edad Media estuvo a veces vinculado al Poitou (ducado de Aquitania y condado de Poitou), a veces unido a Bretaña (especialmente durante la expansión bretona en el siglo IX, expansión que quedó frenada por las incursiones vikingas), pero también mediante lazos jurídicos con la región de las Marcas Bretaña-Poitou entre los siglos XVI y XVII).
De hecho, el dialecto hablado actualmente en la isla ha quedado marcado por esta doble influencia procedente tanto del norte como del sur. El habla local, el noirmoutrin, marcado por numerosas particularidades, se acerca especialmente a las hablas del poitevin de la Vandea en el sur de la isla, mientras que en su extremo norte la lengua hablada tiene similitudes con el galó hablado en la Alta Bretaña meridional. Por otra parte, la lengua hablada en la isla ha sido objeto de diversos estudios y trabajos.

### Edad Moderna
A lo largo de su historia, la isla sufrió igualmente otros intentos de invasión, que fueron rechazados:
- ingleses (1342, 1360, 1386)
- españoles (1524, 1588)

Sin embargo, la isla no logró impedir la invasión holandesa de 1674, llevada a cabo por el almirante Cornelis Tromp.
La isla se benefició desde finales del siglo XIV de la llamada franquicia insular, que suponía la exención de cualquier impuesto sobre el tabaco y la sal, lo que acabó por convertirla en un lugar muy propicio al desarrollo del contrabando. En el siglo XVII, los isleños desarrollaron al máximo el comercio clandestino de tabaco dedicándose a la importación masiva del mismo. Se formaron sociedades de falsos tabaqueros. que implicaban a todas las capas de la sociedad de la isla, para la regulación del tráfico de tabaco. El tabaco procedente de Virginia, de Maryland, de Holanda, de la Martinica o de Santo Domingo hacía progresar el negocio, mediante la llegada a la isla de grandes barcos holandeses o ingleses que la aprovisionaban del género. El siguiente paso era el traslado ilegal de las mercancías al continente, por medio de las chattes, unas embarcaciones específicas de la zona, de fondo plano, adecuadas para navegar en aguas pantanosas y en las marismas de las zonas costeras que salpican la costa de la Vandea.
Desde el siglo XVII, la isla conoció una serie de numerosas e importantes transformaciones, debido a la construcción de diques y pólderes. Gracias a ellos se desecaron cientos de hectáreas, mediante técnicas procedentes de la zona de Flandes, territorio que históricamente ha destacado por su habilidad en la lucha para ganar terreno al mar. Las tierras que de este modo quedaron ganadas al mar permitieron la creación de prados para la ganadería, pero también de campos de cultivo agrícola, especialmente de cereales.

### Revolución francesa

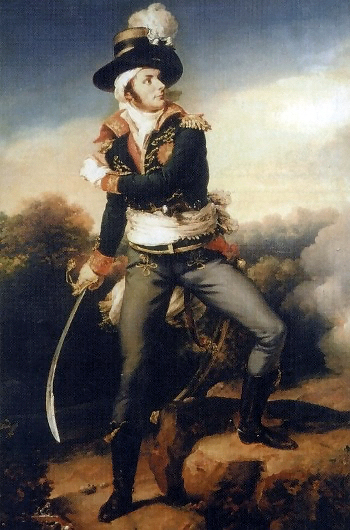
François de Charette, quien tomó la isla en 1793 para los contrarrevolucionarios, en un cuadro de Jean-Baptiste Paulin Guérin.

Durante la Revolución francesa la isla quedó fuertemente afectada por las luchas durante la Guerra de Vandea.
Así, el 16 de marzo y 17 de marzo de 1793 la isla fue tomada por los contrarrevolucionarios, pero de inmediato recuperada por milicianos al mando de Guerry Fortinière, un antiguo guardacostas. Rápidamente dieron inicio obras de defensa, para evitar un nuevo intento, ante la necesidad que tenían los sublevados de disponer de un puerto para mantener las comunicaciones con el Reino Unido.
Charette, sin embargo, se apoderó de la isla tras diversos combates, el 12 de octubre de 1793, provocando la huida de parte de la población y de la propia guarnición de la isla, antes incluso del final de los combates. Los prisioneros hechos fueron trasladados al continente y fusilados, sin respetar la palabra otorgada por Charette de que les respetaría la vida.
Desde diciembre de 1793, una expedición militar de los republicanos al mando del general Nicolas Haxo se preparó en Nantes para acudir a la isla, llegando a sus puertas el 6 de diciembre, tras derrotar en el continente a los insurrectos de Charette, que lograron escapar. En la noche del 3 al 4 de enero se desarrolló la batalla de Noirmoutier, en la que se enfrentaron 5000 soldados republicanos con los sublevados, logrando la derrota completa de estos últimos y la reconquista de la isla. Tras la recuperación, se produjo una fuerte represión contra quienes habían colaborado con los realistas.
Por otra parte, en 1796, durante un nuevo período de control de la isla por los realistas, nació allí la hija de una familia realista, la futura santa María Eufrasia Pelletier.

### SigloXIX
A lo largo del siglo XIX se efectuaron importantes obras de saneamiento y desecación de marismas y de fijación de las dunas (labor ya iniciada en el siglo XVIII) dando lugar básicamente al paisaje actualmente existente en la isla.
En los años 1870 se dio inicio a una importante actividad pesquera nueva: la pesca de la sardina, lo que supuso un aliciente para la industria conservera de pescado.

### SigloXX
Durante la Primera Guerra Mundial se nombró gobernador militar de la isla de Noirmoutier al teniente Joseph Ecomard, aunque residía en la isla de Yeu, de la que era igualmente el gobernador militar. En realidad, la curiosidad estriba en que el teniente Joseph Ecomard era descendiente de la familia de los Joubert de Noirmoutier, quienes habían sido gobernadores de la isla en los siglos XVII y XVIII.

## Economía
.

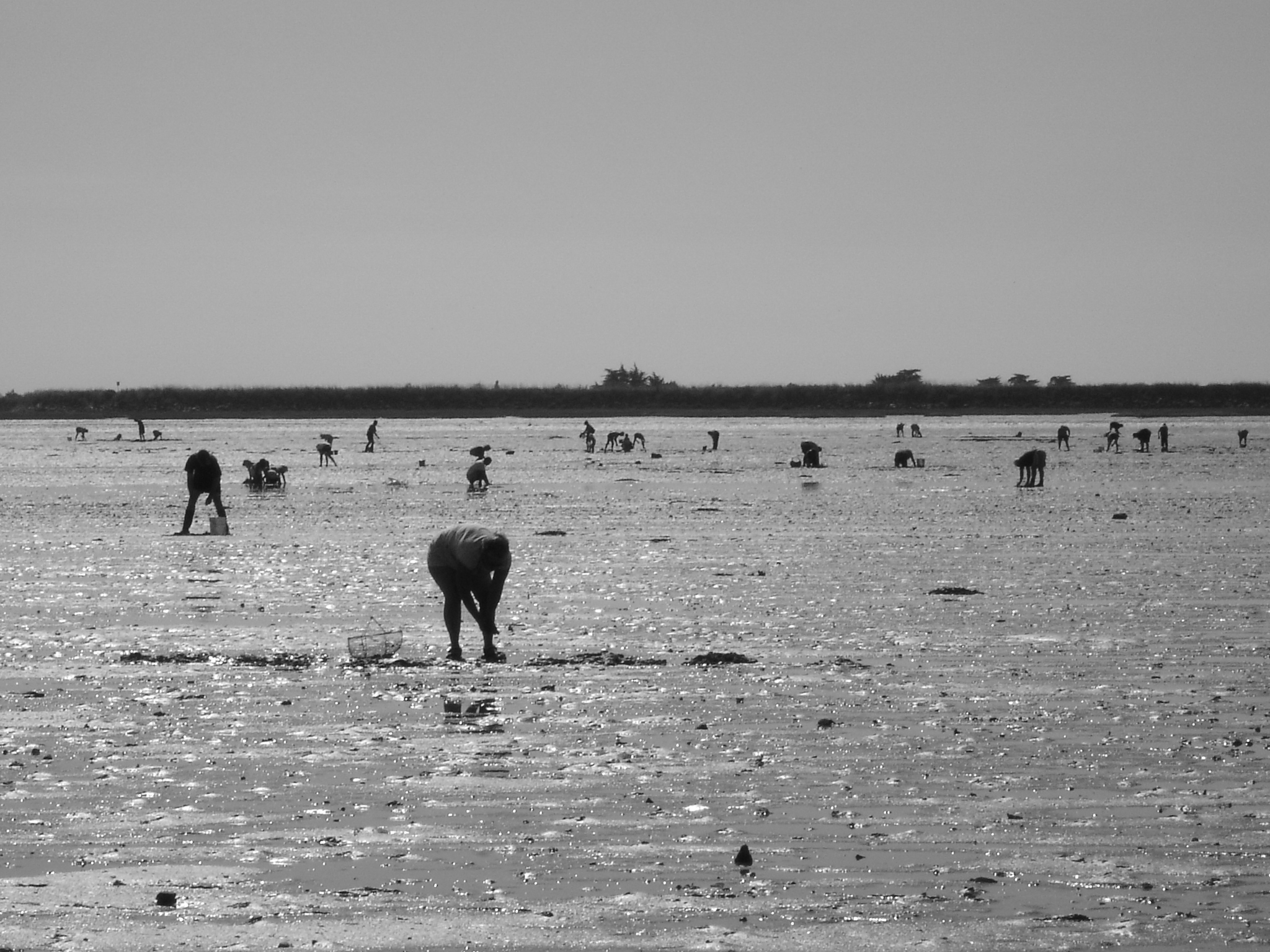
Marisqueo a pie en la isla, en la zona del paso del Gois, durante la marea baja.

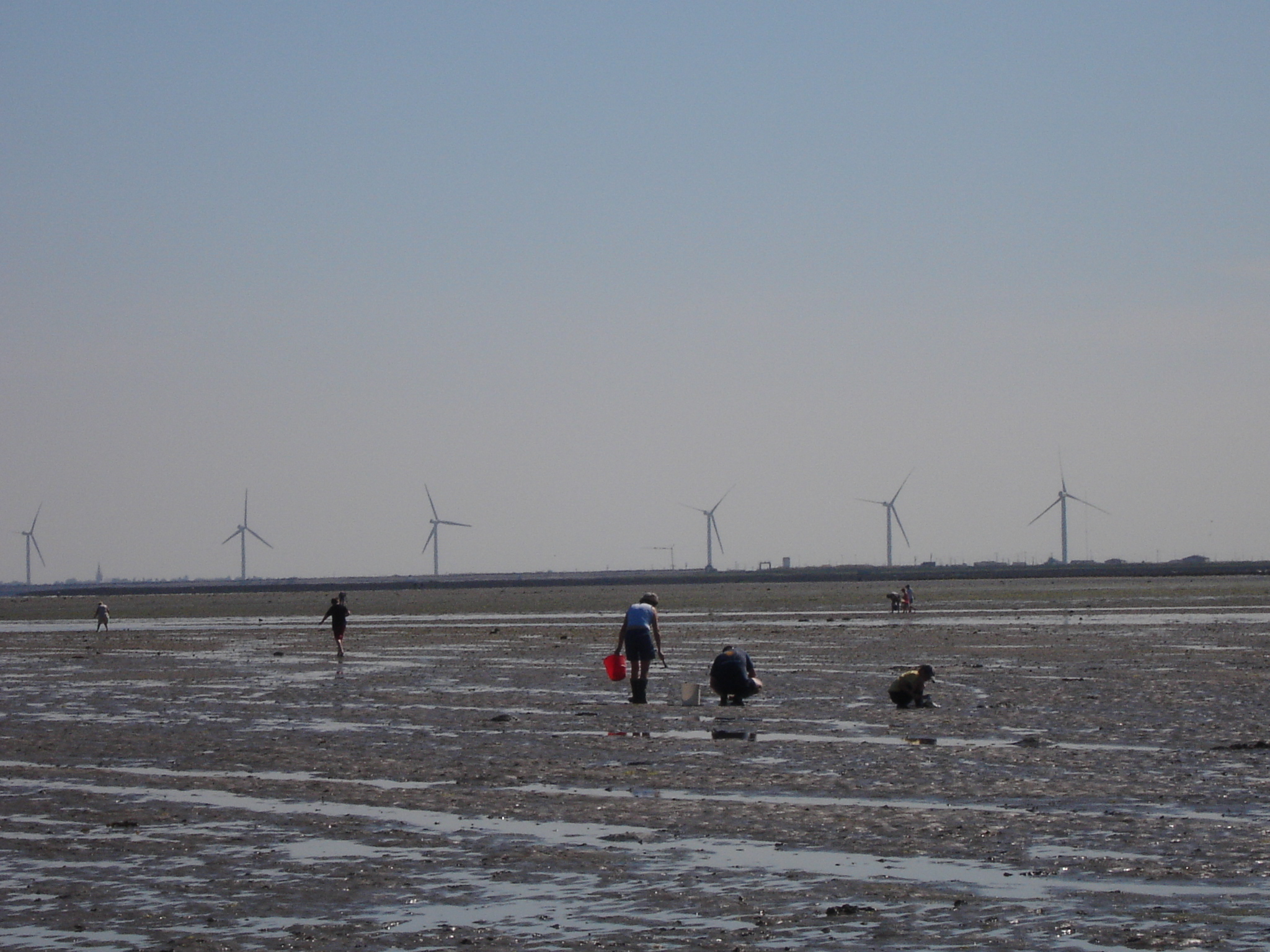
Marisqueo a pie en la isla, en la zona del paso del Gois, durante la marea baja; pueden contemplarse unos aerogeneradores movidos por energía eólica al fondo.

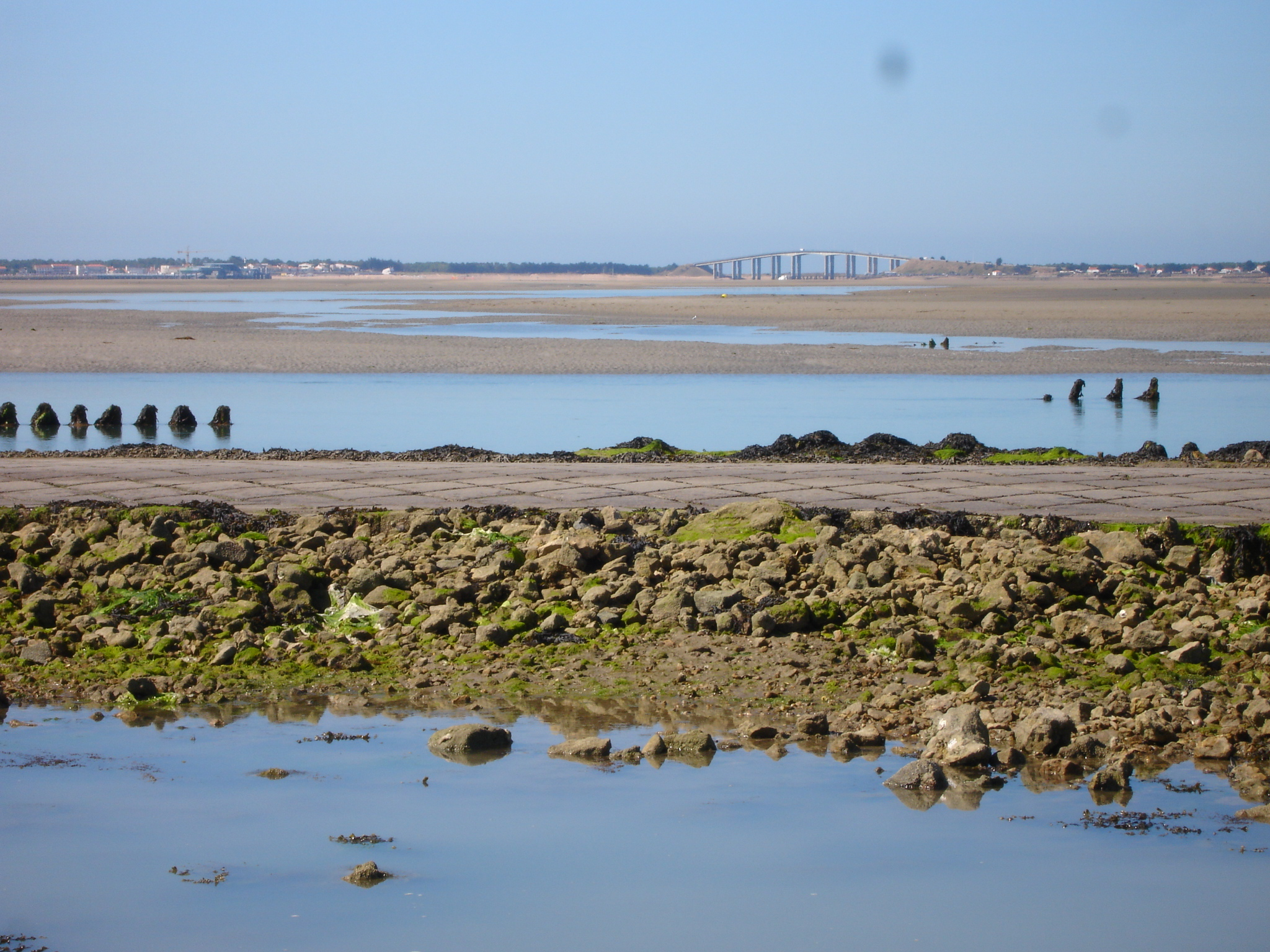
El paso del Gois, con el moderno puente de Noirmoutier al fondo

- En la actualidad, la principal actividad económica de la isla es el turismo,[4] aunque la pesca sigue manteniendo una destacada importancia, especialmente gracias al puerto de l'Herbaudière, situado en aguas profundas.
- La isla goza de un microclima muy favorable para la producción:
  - de sal, en las salinas,
  - de una variedad local de patatas: la bonotte, aunque también de varias otras variedades, como la sirtéma o la charlotte.
- Ostricultura, que se encuentra presente en el puerto de Noirmoutier y en el puerto de Bonhomme.
- Las artesanías ligadas a la construcción, al paisajismo y a las obras públicas; el sector, compuesto por más de 120 empresas, representa 300 empleos anuales en 3000 salinas,[1] lo que le sitúa como una de las principales actividades de la economía insular.[15]
- La piscicultura está igualmente presente en la isla: el grupo empresarial Adrien,[16] con France Turbot.

### Producción de sal
Las salinas recubren una parte importante de la isla. Ya desde el siglo V, los primeros monjes de la Orden benedictina dieron inicio a una importante transformación en la misma, mediante la conversión de las marismas y zonas húmedas salobres en balsas para recibir el agua de mar a fin de recoger la sal por la evaporación del agua de mar que la contiene en disolución, obteniendo de ese modo lo que se ha dado en llamar el oro blanco.
La sal y la Flor de Sal siguen siendo hoy en día recolectadas de modo artesanal en la isla, aunque la producción alcanza en los mejores años las 1500 toneladas de sal. No obstante, durante los años 1980, la producción de sal inició un declive, debido al abandono de numerosas salinas, aunque desde los años 1990 se asistió a una nueva alza en la producción, debido a la incorporación al mercado productivo de numerosos jóvenes.

### Turismo y sus consecuencias
El turismo en la isla, aunque apareció ya a finales del siglo XIX ligado con la moda de los baños de mar entre la burguesía, ha conocido un desarrollo espectacular durante el siglo XX, convirtiendo a la isla en un importante destino turístico. Así, por ejemplo, la localidad de Noirmoutier-en-l'île decuplica su población en verano, pasando de 5500 habitantes a 50 000 residentes en verano.
Desde las últimas décadas del siglo XX, se han producido fuertes aumentos en los precios inmobiliarios, especialmente debido a la masiva llegada del turismo a la isla, lo que ha acabado por provocar la fuga de los jóvenes de la isla hacia el continente, debido a la imposibilidad de encontrar una vivienda a precios asequibles.
Hay que tener en cuenta que desde 1971 un moderno puente permite el acceso constante a la isla por carretera, algo que hasta dicha fecha únicamente era posible por marea baja, a través del paso del Gois. Ello ha supuesto no sólo un incremento en el número de turistas que llegan a la isla, sino también mayores facilidades para la instalación de los naturales de la misma en los municipios en suelo continental.

## Patrimonio cultural

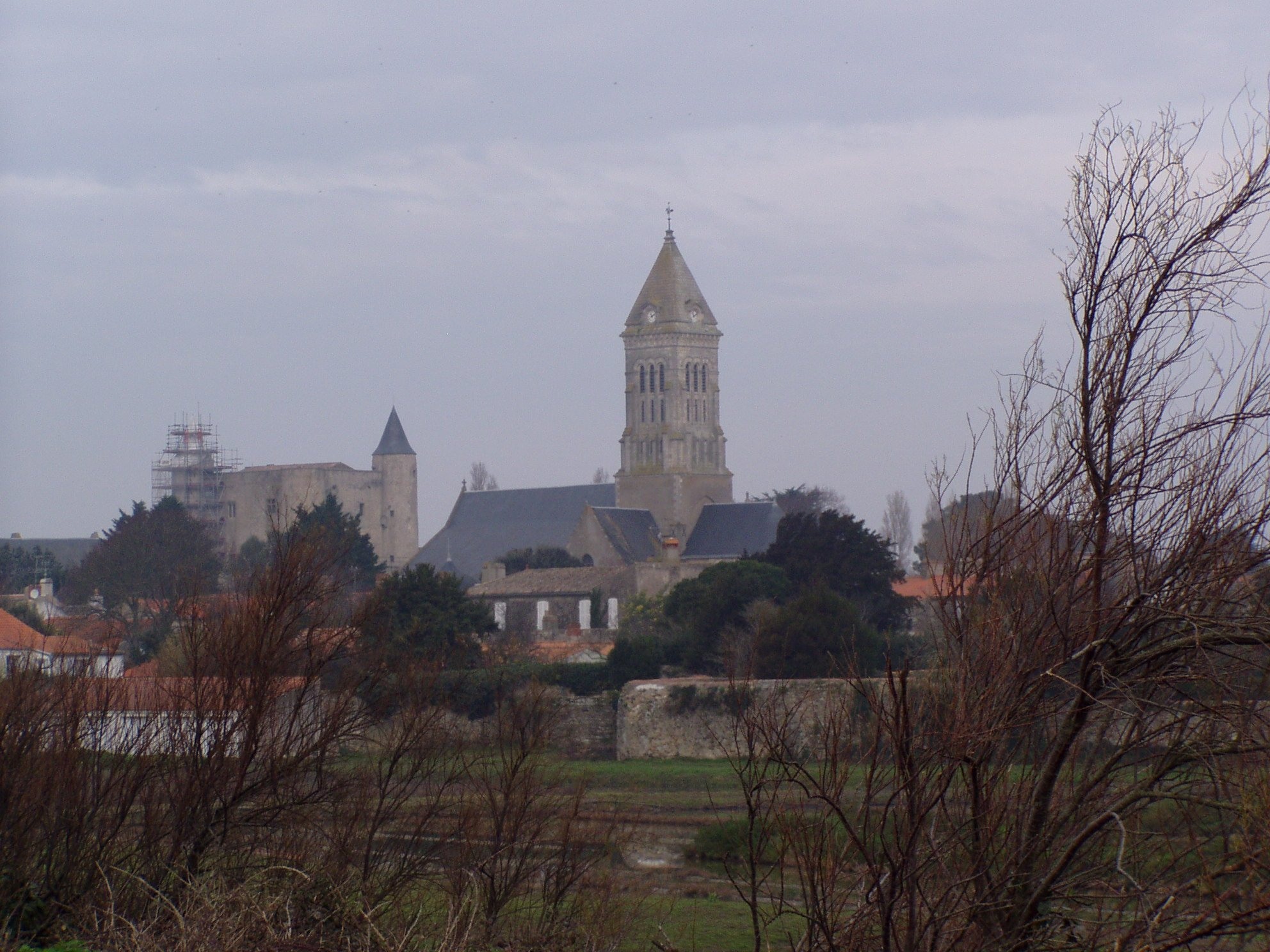
La iglesia de Saint-Philbert y, a la izquierda, el castillo de Noirmoutier.

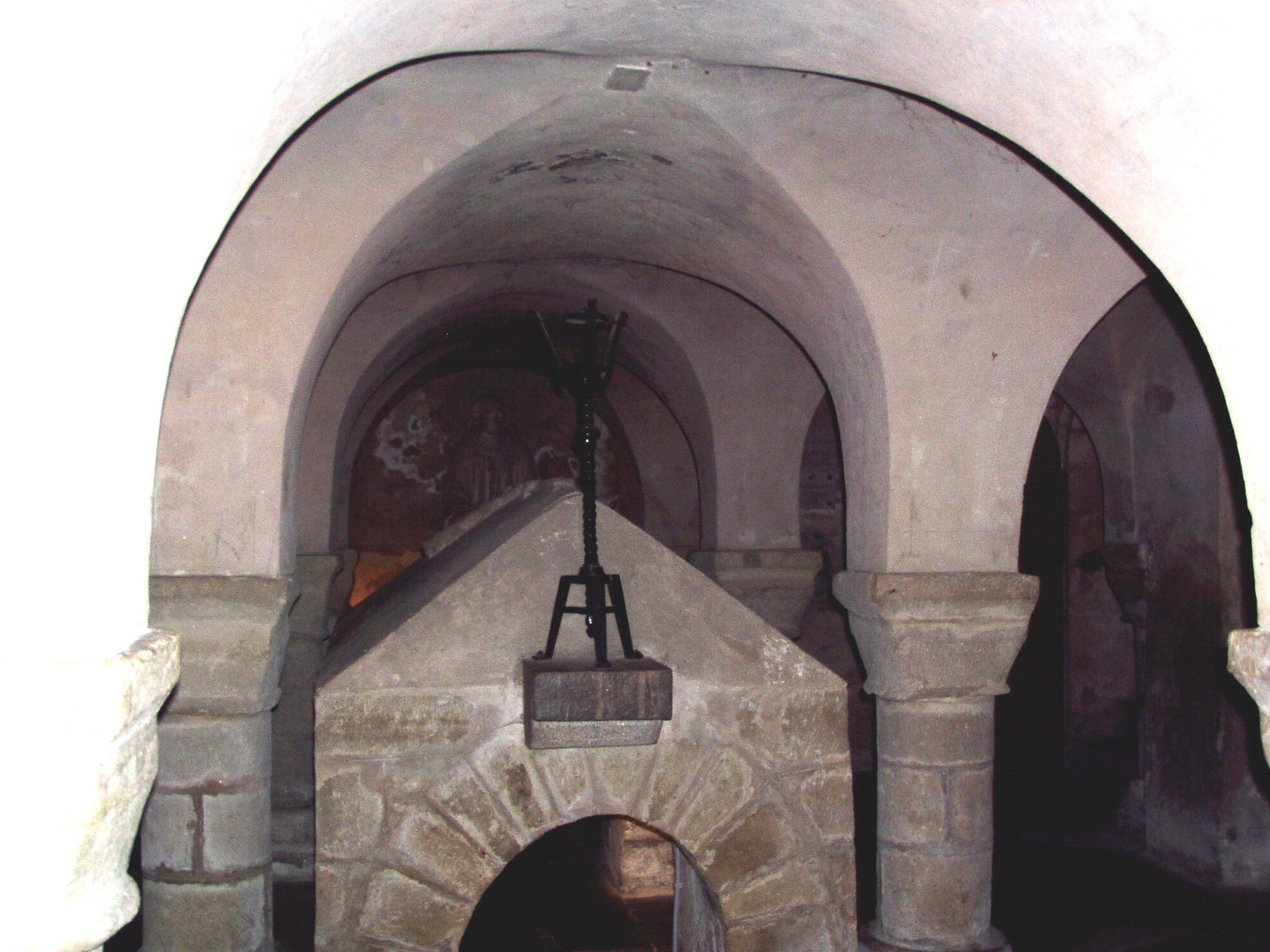
Cripta de la iglesia de Saint-Philbert.

La isla posee un variado patrimonio, en el que cabe destacar, junto a otros elementos menores, el castillo de Noirmoutier, la iglesia de Saint-Philbert y el Hôtel Lebreton de Grapillières.

### Castillo de Noirmoutier
El castillo de Noirmoutier data del siglo IX en sus partes más antiguas y del siglo XII para la mayor parte de lo conservado, y se corresponde con el estilo de la arquitectura normanda, el estilo dominante en su época y marco geográfico.

### Iglesia de Saint-Philbert
La iglesia de Saint-Philbert constituye en realidad el resto de una antigua abadía de la Orden benedictina, siendo poseedora de elementos arquitectónicos tanto del estilo románico como del estilo gótico. Destaca una hermosa cripta del siglo XI, así como la tumba de san Filiberto (vacía desde el año 836 por el traslado de sus restos al continente).

### Hôtel Lebreton de Grapillières
El Hôtel Lebreton de Grapillières es un hôtel (residencia nobiliaria o burguesa) fechado en el siglo XVIII, que ha sido declarado Monumento histórico, estando hoy día convertido en un hotel de turismo con el nombre de Hôtel d'Elbée.

### Otros
Algunas casas burguesas del siglo XVIII y XIX.

## Atractivos turísticos

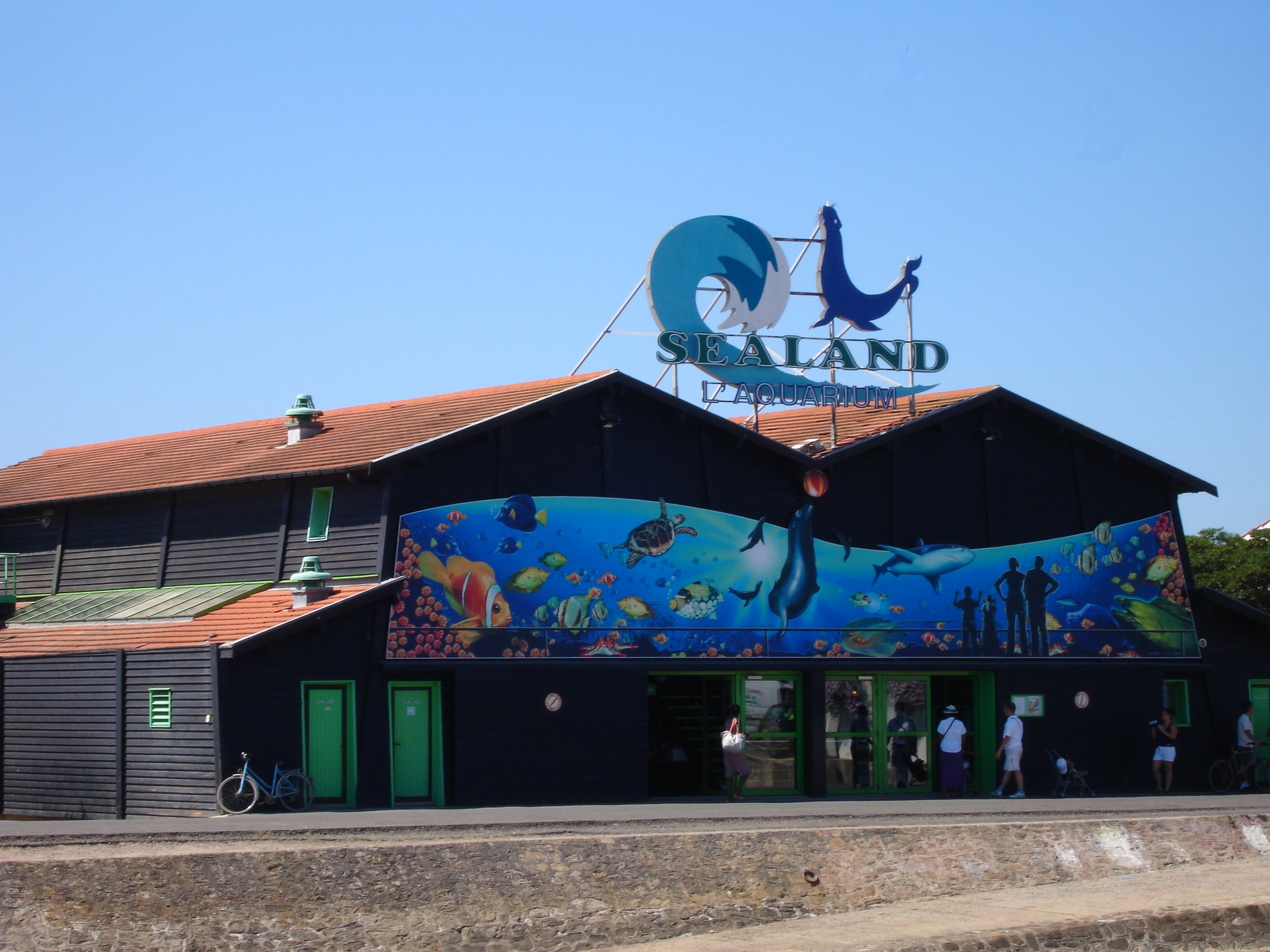
El acuario Sealand de Noirmoutier-en-l'Île.

- El paso del Gois, una carretera sumergida por el mar durante la pleamar, que constituye una de las principales atracciones turísticas de la isla.
- El bosque de la Chaize, reputado por sus encinas y mimosas,[17] así como por sus playas, que quedan a la sombra de sus árboles. Numerosas residencias (villas) con fachadas blanqueadas con cal están diseminadas por su interior.
- El paseo des Souzeaux, bordeado por el mar.
- La casa-faro de la Pointe des Dames, en el bosque de la Chaize.
- El acuario Sealand de Noirmoutier-en-l'Île.

## Gastronomía

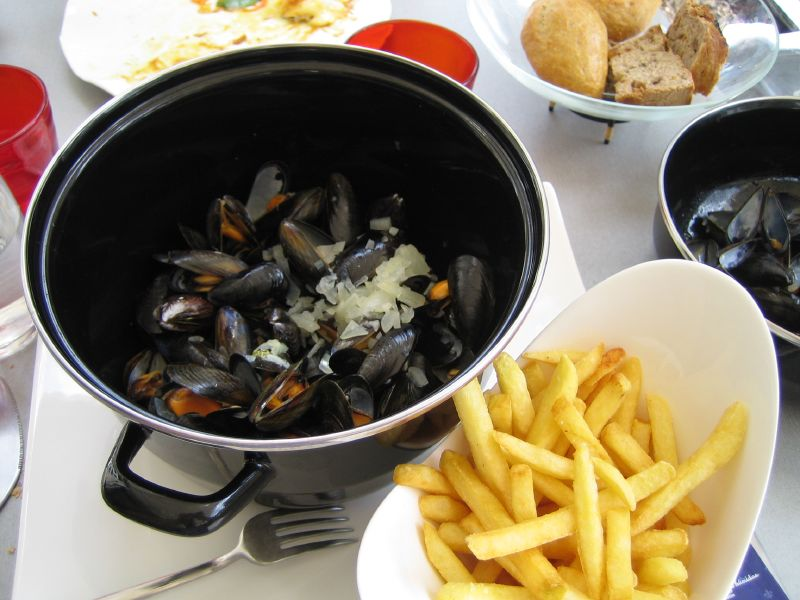
Moules - frites.

Las especialidades culinarias de la isla se relacionan con los productos procedentes de la misma, sea a través de la agricultura, la ganadería o la pesca.
En primer lugar, debido a la importancia que presenta la pesca, destaca la amplia variedad de pescados y marisco, sean procedentes de pesca extractiva, sea de los modernos criaderos de ostras, mejillones y otras especies.
Un producto destacado de la ganadería en la isla (y, de hecho, de toda la fachada atlántica francesa) es el agneau de pré salé (un cordero que pasta en zonas de prados salobres, alimentándose en zonas que parte del tiempo quedan cubiertas por la marea). Se trata de una carne salada naturalmente, para cuya preparación culinaria es aconsejable el uso moderado de la sal.
La agricultura aporta por su parte diversos productos, aunque destacan, por su parte, las patatas bonotte, una variedad especial propia de la isla, que se caracteriza por ser una producción temprana, adelantada respecto de otras variedades.
Por supuesto, siempre pueden consumirse los moules - frites, combinación de una cazuela de mejillones guisados al vino (moules-marinière) con un plato de patatas fritas (frites), habitual igualmente en toda la costa atlántica francesa.

## Etimología

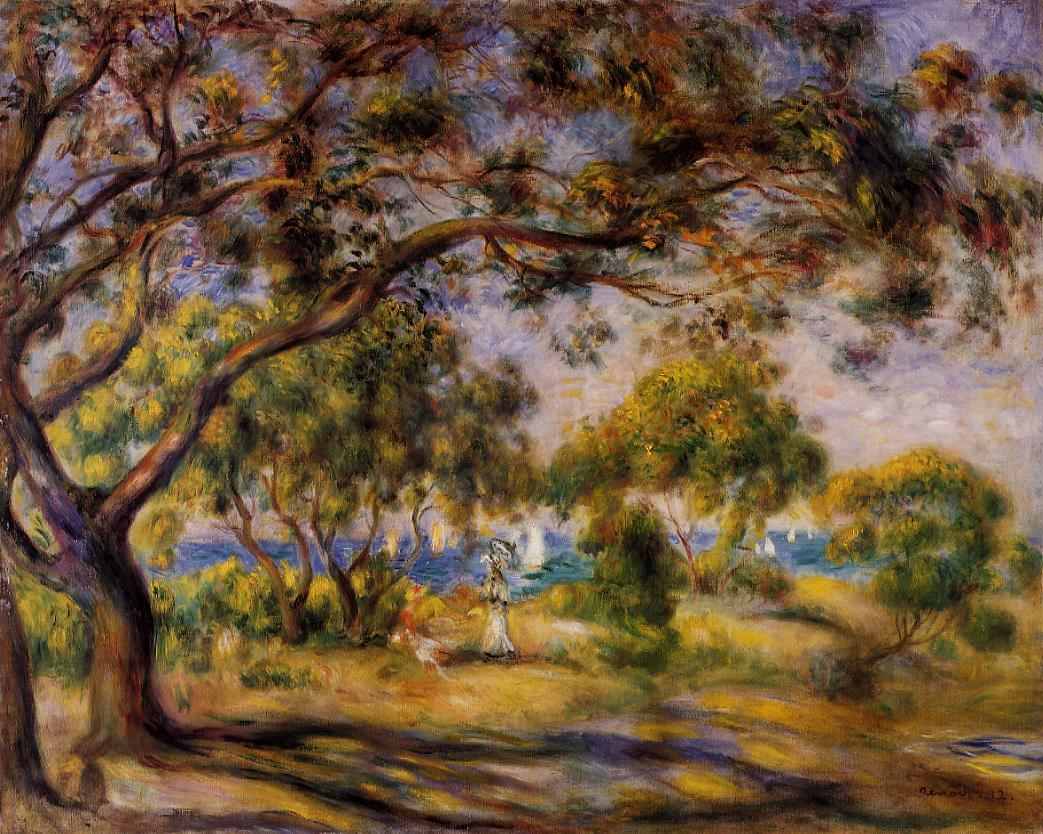
Noirmoutier, en un cuadro de Pierre-Auguste Renoir.

A partir del antiguo nombre de la isla, Her o Hero, se le añade la palabra latina monasterium (monasterio), en su versión romance moustier, quedando como Herimoustier. La pérdida posterior de la s es un fenómeno habitual en francés (foresta --> forêt; finestra --> fenêtre), pasando a Herimoutier. El paso de la primera parte, heri, a noir, se produce por asimilación.